# فرانسوا شاله

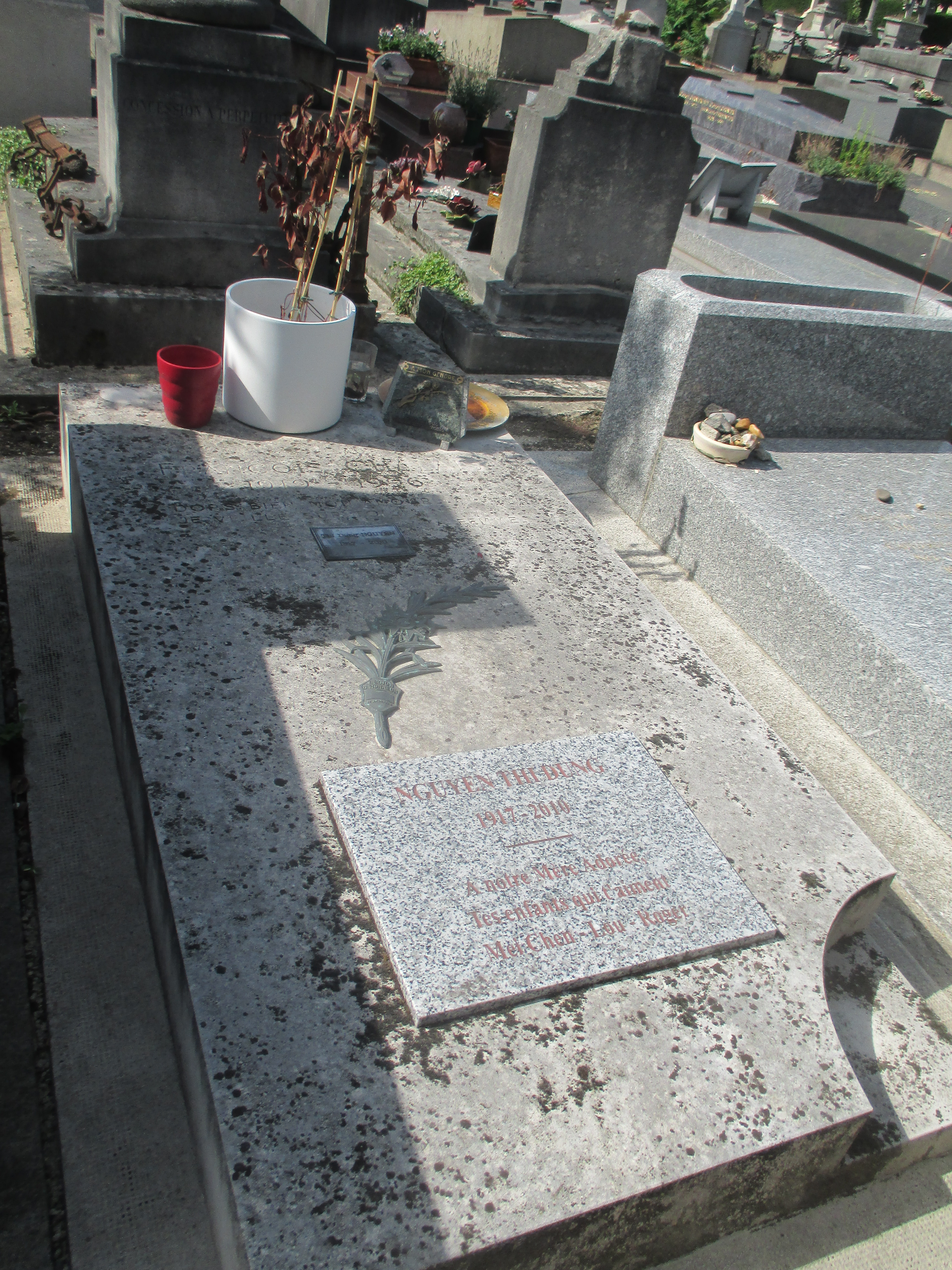

فرانسوا شاله (فرانسوی: François Chalais‎ زاده ۱۵ دسامبر ۱۹۱۹ – درگذشته ۱ مه ۱۹۹۶) یک تاریخ‌نگار سینما، روزنامه‌نگار، خبرنگار و نویسنده برجسته اهل فرانسه بود. وی پدیدآورنده کتاب‌های متعددی از جمله ۱۸ رمان و ۳ کتاب خاطرات می‌باشد. شاله بین سال‌های ۱۹۸۰ تا ۱۹۸۷ با فیگارو همکاری می‌کرد.